# لوکا کاتانئو (بازیکن فوتبال)
لوکا کاتانئو (انگلیسی: Luca Cattaneo؛ زادهٔ ۳۰ ژانویهٔ ۱۹۸۹) بازیکن فوتبال است.
از باشگاه‌هایی که در آن بازی کرده‌است می‌توان به باشگاه فوتبال نووارا و باشگاه فوتبال برشا اشاره کرد.